# Cronógrafo

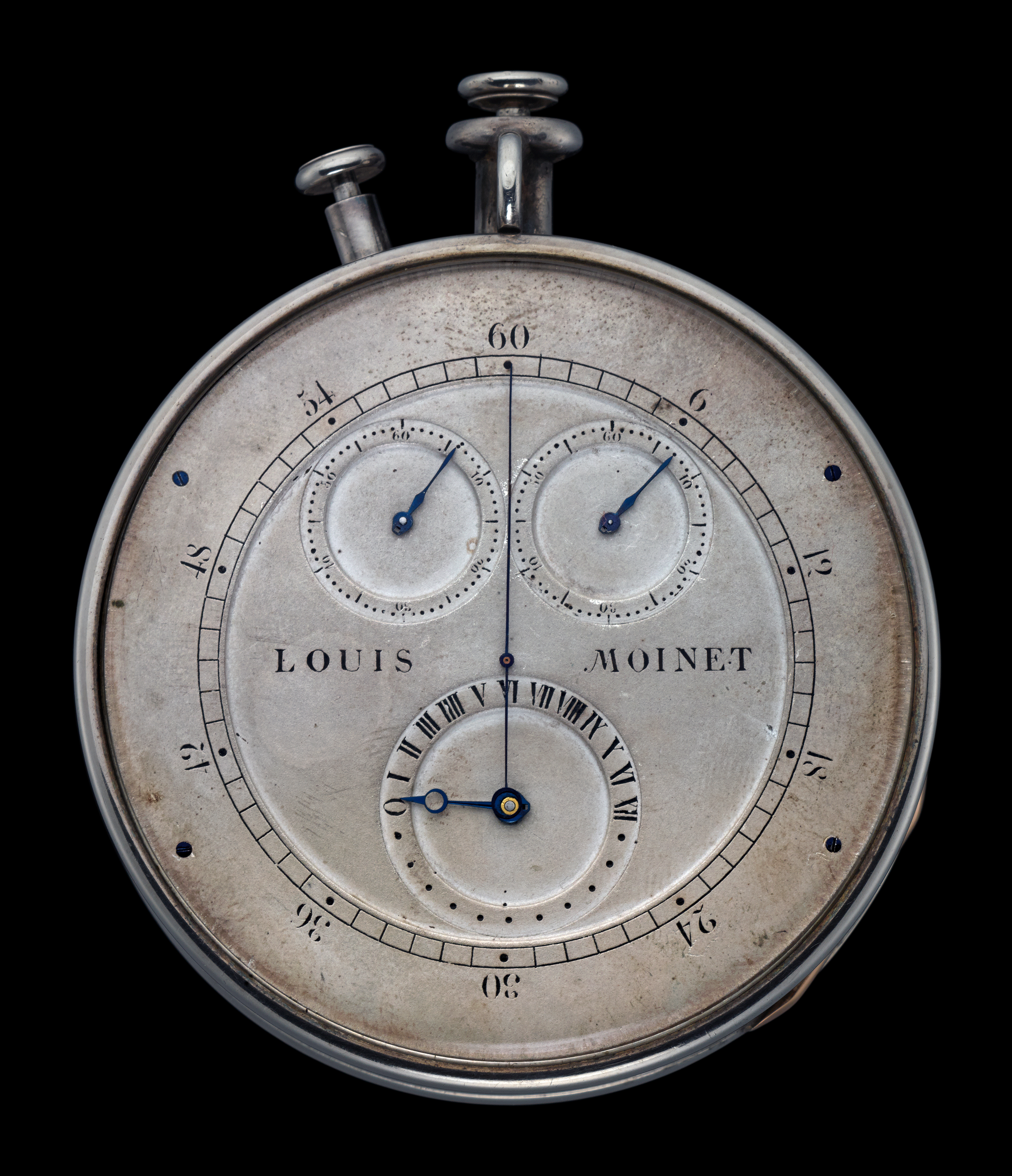
Cronógrafo de Louis Moinet (1816) llamado compteur de tierces (en español, “contador de terceros”).

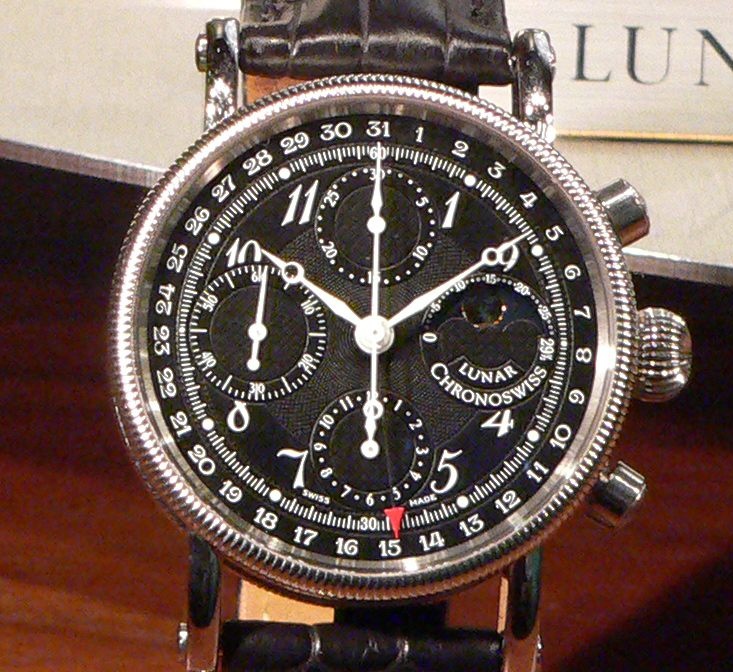
Cronógrafo.

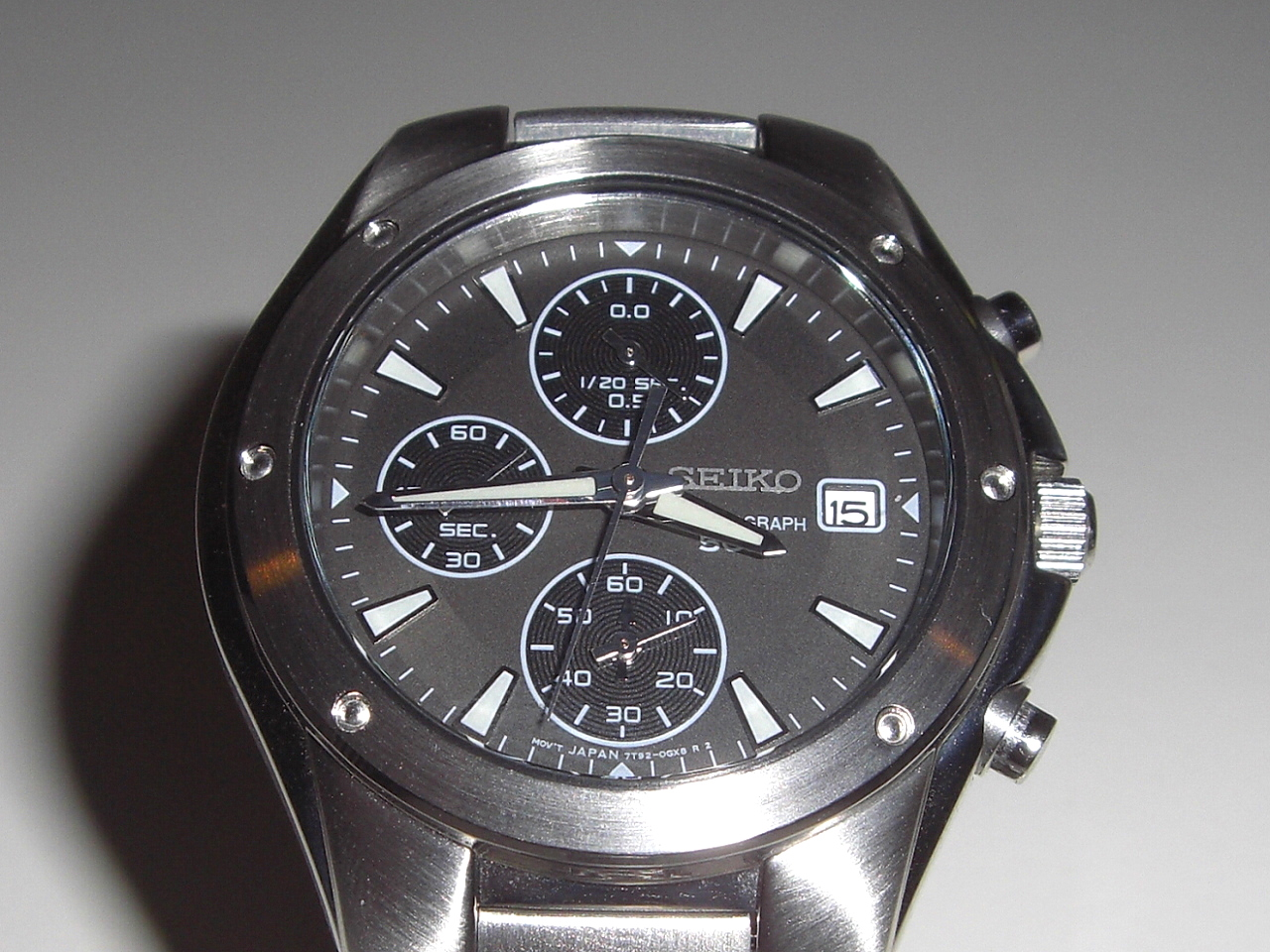
Reloj de pulsera de cuarzo moderno de la marca Seiko, el cual incluye la función de cronógrafo.

El cronógrafo es un reloj o aparato que sirve para registrar gráficamente el tiempo transcurrido durante un intervalo determinado. Dispone de pulsadores de arranque, parada y puesta a cero, pudiendo incorporar otras funciones como flyback, cuenta parcial y otras. Los contadores pueden registrar con una precisión de centésimas de segundo, décimas de segundo, segundos, minutos y horas. La lectura de los resultados puede ser ofrecida de forma analógica o digital. Se utilizan principalmente en deportes de velocidad como carreras de autos, caballos o de personas, así como en la natación y otras actividades que requieren un conteo de tiempo preciso.
También se denomina cronógrafo, o cronógrafa, a la persona que profesa la cronología o tiene conocimientos especiales en la materia.

## Etimología
La etimología de la palabra "cronógrafo" proviene del latín chronogrăphus, y este del griego χρονογράφος (cuyo significado literal es que escribe el tiempo).

## Historia
El “contador de terceros” de Louis Moinet ha sido reconocido en numerosos peritajes independientes como el primer cronógrafo de la historia1. Este instrumento de observación astronómica, que Moinet comenzó a realizar en 1815 y concluyó en 1816, posee una aguja central que da una vuelta entera en un segundo y se puede poner en marcha, parar y poner en cero mediante un pulsador. Tiene además tres contadores para los minutos, las horas y las 24 horas. Gracias a esta pieza que oscila a 216 000 vibraciones por hora, para medir los terceros (es decir, los sesentavos de segundo), se puede considerar asimismo a Louis Moinet un pionero de la alta frecuencia en el ámbito de la relojería. Actualmente, este cronógrafo se conserva en la ciudad de Neuchâtel (Suiza).
Anteriormente, el relojero belga Hubert Sarton (1748-1828) había presentado a la sociedad de emulación de Lieja un “reloj cronometrográfico”, que podría ser un antecesor del cronógrafo moderno.
Se cree que John Arnold padre (1736-1799) trabajó en el diseño de contadores necesarios para la indicación de segundos.
El término “cronógrafo” fue utilizado por primera vez en relojería con posterioridad: Nicolas-Mathieu Rieussec (1781-1866), un relojero instalado en París, inventó y patentó en 1821 un sistema de medición de tiempos cortos mediante una esfera giratoria y una aguja fija provista de un pequeño depósito de tinta. La marca de tinta que dejaba en la esfera permitía determinar el intervalo de tiempo que se quería medir.
Louis-Frédéric Perrelet (1781-1854) diseñó en 1827 un reloj con dos segunderos: uno de ellos se podía parar en cualquier momento y, al presionar nuevamente el pulsador, avanzaba hasta el lugar que habría alcanzado si no se lo hubiera parado. Es el predecesor de los sistemas modernos con aguja recuperadora (o rattrapante).
Hacia 1836, Joseph Thaddeus Winnerl (1799-1886) inventó el corazón de cronógrafo: leva en forma de corazón que facilita la puesta en cero del segundero.
Por último, en 1861, Henri-Ferréol Piguet, que trabajaba para la Maison Nicole & Capt de Londres, realizó el primer cronógrafo moderno. El reloj tenía un segundero adicional accionado por un solo pulsador que servía para ponerlo en marcha, pararlo y reiniciarlo.

## Funcionamiento
El funcionamiento usual de un cronógrafo consiste en empezar a contar desde cero al pulsarse el mismo botón que lo detiene. Además, habitualmente, pueden medirse varios tiempos con el mismo comienzo y distinto final. Para ello se congela los sucesivos tiempos con un botón distinto, normalmente con el de reinicio, mientras sigue contando en segundo plano hasta que se pulsa el botón de comienzo.
Para mostrar el segundo tiempo o el tiempo acumulado, se pulsa reset o reinicio.
Los cronógrafos pueden activarse con métodos automáticos, con menor margen de error y sin necesidad de un actor. Algunos de estos sistemas son: el corte de un haz luminoso o la detección de un transceptor o, por ejemplo, en los ciclocomputadores pueden ser activados por el movimiento de la rueda.
Son habituales las medidas en centésimas de segundo, como en los relojes de pulsera o incluso milésimas de segundo.
Está extendido su uso en competiciones deportivas, existiendo diferentes aparatos y funciones específicas para cada especialidad, así como en ciencia y tecnología.

## Otros aparatos de medida similares
Es muy frecuente la confusión del término cronógrafo con el de cronómetro, cuyo significado obedece a un certificado otorgado a determinados mecanismos de relojes capaces de mantener una alta precisión tras ser sometidos a rigurosas pruebas bajo circunstancias adversas. Desde 1973, este certificado es otorgado en Suiza por el C.O.S.C. —Contrôle Officiel Suisse des Chronomètres—.